# Аеродром Порторож
Аеродром Порторож (словен. Letališče Portorož) (IATA: POW, ICAO: LJPW) је најмањи од три међународних аеродрома у Словенији. Налази се у близини села Сечовља, 6 km јужно од града Порторожа и пар стотина метара од границе са Хрватском. 
Аеродром је отворен 27. септембра 1962. године. Осим Порторожу, аеродром служи и низу других туристичких места као што су Пиран и Копер у Словенији, Трст у Италији и Умаг у Хрватској.
На Аеродрому Порторож налази се и база Солинера.